# Alexander Duff
Alexander Duff (Moulin, 26 aprile 1806 – Edimburgo, 12 febbraio 1878) è stato un missionario scozzese.
Recatosi in India, vi diffuse il presbiterianesimo. Nel 1858 scrisse The indian mutiny, violenta critica contro George Canning, ma nel 1865 fu nuovamente in Scozia, ove insegnò all'università di Edimburgo.